# Paronychia taurica
Paronychia taurica — вид квіткових рослин родини гвоздикових (Caryophyllaceae).

## Поширення
Албанія, Греція, Україна — Крим.